# Liam Norberg

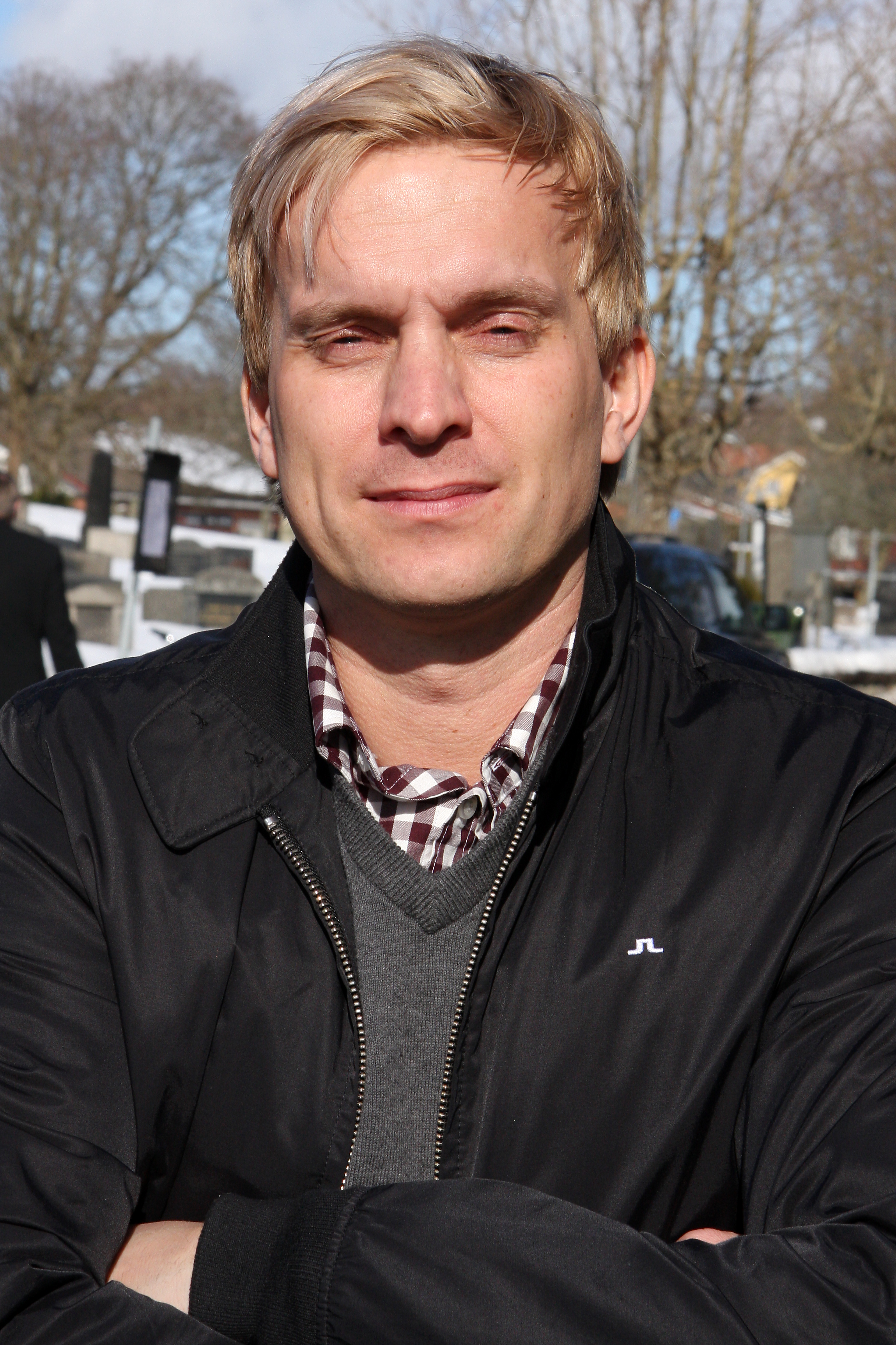
2010

Liam Norberg, nasceu a 30 de dezembro de 1969 em Vantör, no condado de Estocolmo, e é um actor e argumentista sueco. 

## Filmografia
- Stockholmsnatt (tradução: Noite de Estocolmo) (1986)
- Sökarna (1993)
- Under ytan (tradução: Abaixo da Superfície) (1997)
- Sökarna 2 - Återkomsten (2002)
- Blodsbröder (tradução: Irmãos de Sangue) (2004)
- Dreams (tradução: Sonhos) (2005)